# Peromyia tecta
Peromyia tecta är en tvåvingeart som beskrevs av Jaschhof 2004. Peromyia tecta ingår i släktet Peromyia och familjen gallmyggor. Inga underarter finns listade i Catalogue of Life.